# Pero derogata
Pero derogata är en fjärilsart som beskrevs av Louis Beethoven Prout 1933. Pero derogata ingår i släktet Pero och familjen mätare. Inga underarter finns listade i Catalogue of Life.